# Sette schiaffi
Sette schiaffi (Sieben Ohrfeigen) è un film del 1937 diretto da Paul Martin.

## Produzione
Il film fu prodotto dall'Universum-Film Verleih GmbH (Ufa) (Berlin). Venne girato in Baviera, a Reit im Winkl.

## Distribuzione
Distribuito dall'Universum Film (UFA), il film fu presentato in prima al Gloria-Palast di Berlino il 3 agosto 1937. Lo stesso giorno, il film uscì anche negli Stati Uniti distribuito dall'Ufa Film Company in originale senza sottotitoli.